# Le Grand Animateur
Le Grand Animateur est un album de bande dessinée écrit par Lewis Trondheim et Joann Sfar et dessiné par Stanislas. Publié en 2008 par Delcourt, il s'agit du onzième volume de la série d'heroic-fantasy Donjon Monsters.